# Nittany Lion Cross
Le Nittany Lion Cross est une compétition de cyclo-cross disputée à Breinigsville, aux États-Unis.
L'épreuve, comme la majorité des compétitions américaines de cyclo-cross, se dispute sur un week-end avec une épreuve le samedi et une épreuve le dimanche.
Auparavant, jusqu'à 2011, il n'y avait qu'une seule épreuve.

## Palmarès masculin

### Podiums de l'épreuve #1 (samedi)
| Année | Vainqueur       | Deuxième         | Troisième       |
| ----- | --------------- | ---------------- | --------------- |
| 2008  | Jamey Driscoll  | Matthew White    | Tyler Wren      |
| 2009  | Davide Frattini | Adam Hodges      | Luke Keough     |
| 2010  | Luke Keough     | Adam Hodges      | Valentin Scherz |
| 2011  | Jeremy Powers   | Ian Field        | Fabio Ursi      |
| 2012  | Jeremy Powers   | Jeremy Durrin    | Ryan Knapp      |
| 2013  | Todd Wells      | Weston Schempf   | Ryan Knapp      |
| 2014  | Jacob Lasley    | Lukas Winterberg | Stephen Hyde    |
| 2015  | Wietse Bosmans  | Dan Timmerman    | Cameron Dodge   |
| 2016  | Jeremy Durrin   | Eric Thompson    | Maxx Chance     |

### Podiums de l'épreuve #2 (dimanche)
| Année | Vainqueur      | Deuxième      | Troisième     |
| ----- | -------------- | ------------- | ------------- |
| 2012  | Jared Nieters  | Bradley White | Craig Richey  |
| 2013  | Jared Nieters  | Bradley White | Craig Richey  |
| 2014  | Stephen Hyde   | Curtis White  | Jeremy Durrin |
| 2015  | Wietse Bosmans | Curtis White  | Cameron Dodge |
| 2016  | Jeremy Durrin  | Anthony Clark | Maxx Chance   |

## Palmarès féminin

### Podiums de l'épreuve #1 (samedi)
| Année | Vainqueur                | Deuxième        | Troisième         |
| ----- | ------------------------ | --------------- | ----------------- |
| 2015  | Amanda Miller            | Crystal Anthony | Rebecca Fahringer |
| 2016  | Christel Ferrier-Bruneau | Arley Kemmerer  | Jena Page Greaser |

### Podiums de l'épreuve #2 (dimanche)
| Année | Vainqueur      | Deuxième                 | Troisième         |
| ----- | -------------- | ------------------------ | ----------------- |
| 2015  | Amanda Miller  | Gabriella Durrin         | Rebecca Fahringer |
| 2016  | Arley Kemmerer | Christel Ferrier-Bruneau | Helen Wyman       |